# دارغون
دارغون (بالألمانية: Dargun) هي بلدة ألمانية تقع في ألمانيا في مكلنبورغ فوربومرن. يقدر عدد سكانها بـ 4,995 نسمة .

## المدن التوأمة
مدن Hohenlockstedt و Karlino هي مدن توأمة لـدارغون.